# Альпійський провулок
Альпі́йський прову́лок — провулок у Голосіївському районі міста Києва, місцевість Ширма. Пролягає від вулиці Катерини Грушевської до Альпійської вулиці.

## Історія
Виник у середині XX століття, мав назву П'ятигорський провулок, на честь російського міста П'ятигорськ.
Сучасна назва на честь гір Альпи — з вересня 2022 року.